# Becker’s Milk
Becker's Milk (англ. Бе́ккер'c Милк) — исчезнувшая франчайзинговая сеть продуктовых магазинов в Онтарио, в Канаде, которой владела Becker Milk Co. Ltd.. Наряду с родственной ей компанией Mac's Milk являлась доминирующей в Онтарио франшизой подобного рода. Becker Milk Company была основана в 1957 в Торонто и перед переходом к Mac's владела 74 розничными магазинами и имела 91 привилегированного дилера.
Продуктами Becker's Milk были:
- молоко
- сливки
- фруктовые соки

В ноябре 1996 активы Becker's были приобретены Silcorp, материнской компанией её конкурента Mac's Convenience Stores, но Becker's продолжала работать как собственник. В апреле 1999 сам Silcorp перешёл в собственность Alimentation Couche-Tard. С тех пор название Becker's исчезло, так как Couche-Tard сосредоточилось на основной торговой марке Mac's. Цветок Becker's является теперь составной частью рекламы Daisy Mart, независимой сети магазинов, в Онтарио связанной с Mac's.
Молочные продукты под торговой маркой Becker's продавались в магазинах сетей Becker's, Mac's, Mike's Mart и Winks до мая 2006.